# Centruroides flavopictus
Espèce
Synonymes
- Centrurus flavopictus Pocock, 1898

Centruroides flavopictus est une espèce de scorpions de la famille des Buthidae.

## Distribution
Cette espèce est endémique du Mexique. Elle se rencontre au Veracruz, au Campeche, en Oaxaca et au Chiapas.

## Description
Le mâle syntype mesure 69 mm et la femelle syntype 62 mm.

## Liste des sous-espèces
Selon The Scorpion Files (10/10/2020) :
- Centruroides flavopictus flavopictus (Pocock, 1898)
- Centruroides flavopictus meridionalis Hoffmann, 1932 du Chiapas

## Publications originales
- Pocock, 1898 : « Descriptions of some new Scorpions from Central and South America. » Annals and Magazine of Natural History, sér. 7, vol. 1, p. 384-394 (texte intégral).
- Hoffmann, 1932 : « Monografias para la Entomologia Medica de Mexico. Monografia num. 2. Los Scorpiones de Mexico. Segunda parte: Buthidae. » Anales del instituto de Biología de la Universidad Nacional de México, vol. 3, no 3, p. 243-361.